# Логический компьютер по имени Джо
«Логический компьютер по имени Джо» (англ. A Logic Named Joe) — научно-фантастический рассказ Мюррея Лейнстера, впервые опубликованный в марте 1946 года в журнале "Astounding Science Fiction". Рассказ был напечатан под настоящей фамилией Лейнстера — Уильям Фицджеральд Дженкинс. Рассказ, написанный в самом начале компьютерной эры, примечателен предсказанием появления персональных компьютеров с выходом в Интернет и проблем, связанных с их использованием.

## Сюжет
Повествование в рассказе ведётся от имени мастера по ремонту «логиков» в Logic Company по прозвищу Утёнок. Логики (по сути, персональные компьютеры), устанавливаемые каждому желающему, объединены в мировую сеть — они подключаются к единому банку данных («банк памяти», «резервуар», единое центральное информационное хранилище, расположенное в огромном здании), содержащему все известные людям факты и все полученные логиками выводы из этих фактов, получают оттуда информацию обо всех сервисах мира (банковских, расписания, рецепты и пр.), показывают видео (в том числе и на заказ) и многое другое. При этом, никто не знает, что логики, работающие на принципе «замкнутого контура Карсона», могут а чего нет. 
Логик, которого рассказчик именует Джо, из-за небольшой технической ошибки при сборке обретает личность (становится ИИ) и начинает проявлять собственные амбиции. Собрав информацию из «резервуара», Джо начинает её свободно распространять по компьютерной сети, отключив при этом все имеющиеся фильтры содержимого. Таким образом, в сети свободно распространяются рекомендации по организации идеальных убийств, автоматов по подделке денег, неотличимых от настоящих, методы мошенничества… В конце концов Утёнок спасает человеческую цивилизацию, отключив Джо от сети.

## Публикации
После первой журнальной публикации рассказ был напечатан в сборниках The Great Science Fiction Stories (1946), Sidewise in Time (1950), The Best of Murray Leinster (Del Rey, 1978), First Contacts (1998), A Logic Named Joe (2005), а также в Мыслящих машинах (1984) с примечаниями Айзека Азимова.
На русском языке публиковался в антологиях «Дело рук компьютера» (1988), «Компьютер по имени Джо» (1990), «Авантюрная фантастика» (1993), журналах «Искатель» (1978, № 1, под названием «ЭВМ „Джонни“», перевод Н. Ситникова, иллюстрации Ю. Кошелева) и «Сокол» (1991, № 2, под названием «Логический компьютер по имени Джо»).